# Bonaventura (cognome)
Bonaventura è un cognome di lingua italiana.

## Varianti
Bontura, Bottura.

## Origine e diffusione
Il cognome è tipicamente panitaliano.
Potrebbe costituire un'unione dei cognomi Boni e Ventura, risultando dunque variante di entrambi.
La variante Bontura è settentrionale.

## Persone
- Giacomo Bonaventura – calciatore italiano
- Luigi Bonaventura – collaboratore di giustizia italiano
- Miriam Bonaventura – calciatrice italiana